# Axel av Danmark
Axel Christian Georg av Danmark, född 12 augusti 1888, död 14 juli 1964, var en dansk prins. Han var son till Waldemar av Danmark och Marie av Orléans. Han var från 1919 gift med Margaretha av Sverige - den ende av prins Waldemars fyra söner som gifte sig ståndsmässigt och fick behålla arvsrätten till tronen.
Axel var sjöofficer, blev 1919 kapten, 1931 kommendör och 1939 konteramiral. 1921 inträdde han i Østasiatiske Kompagnis tjänst, blev direktör där 1934 och ordförande i dess styrelse 1938.

## Barn
- Prins Georg av Danmark, 1920-1986, gift med Anne Bowes-Lyon (1917-1980), brorsdotter till den brittiska drottningmodern Elizabeth och alltså kusin till Elizabeth II.
- Greve Flemming af Rosenborg, 1922-2002, gift med Ruth Nielsen. Han avsade sig arvsrätten till tronen på grund av sitt icke ståndsmässiga giftermål och blev greve av Rosenborg.

## Utmärkelser
- Riddare av Serafimerorden, 23 mars 1919.[8]
- Konung Gustaf V:s jubileumsminnestecken med anledning av 70-årsdagen, 1928.[8]